# Santana (freguesia in Santana)
Santana is een plaats (freguesia) in de Portugese gemeente Santana (Madeira) en telt 3439 inwoners (2001).

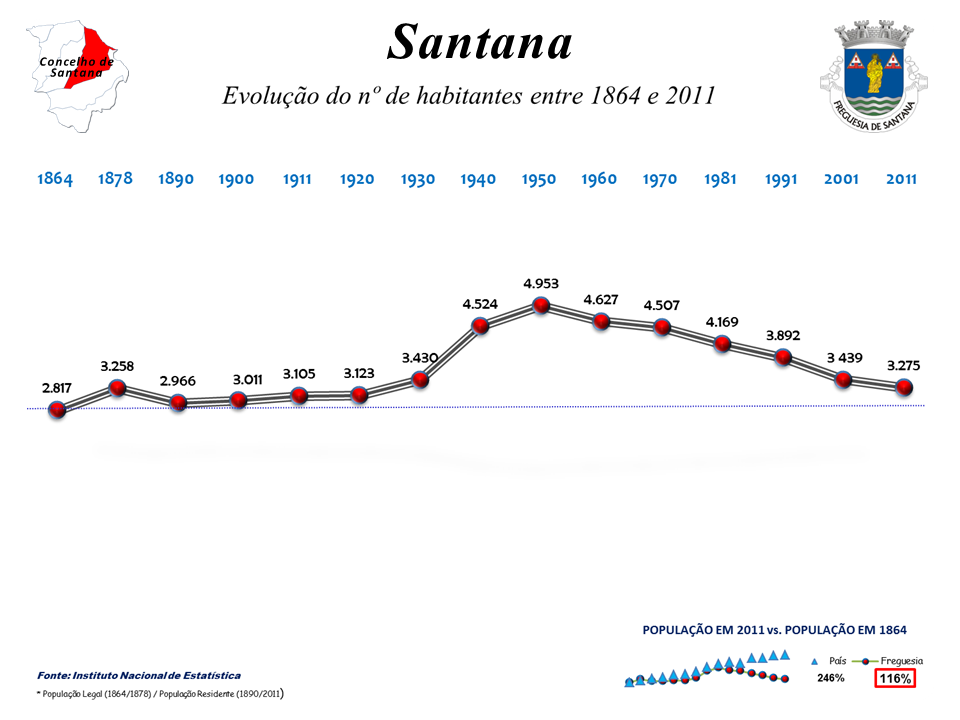
Bevolkingsontwikkeling tussen 1864 en 2011